# マユリカのうなげろりん!!
『マユリカのうなげろりん！！』は、マユリカがパーソナリティーを務めるPodcastオリジナル番組。制作局はラジオ関西。

## 概要
- 2021年7月10日より隔週ペースで配信スタート。

- ラジオ関西で放送されていたマユリカの月1レギュラー番組『マユリカのうなされながら見た夢のあとで！』が、番組改編により年4回放送となったことを受け、急遽企画された。

- 基本的にコーナーなどは実施せず、マユリカによるフリートークを中心に構成される。中谷の両親について話すのが定番となっている[1]。

- 制作費の不足を公言しており、番組グッズの販売で費用を捻出している[2]。

- 番組グッズとして発売された、マユリカによるビキニ写真集「Perfect!!」[3]は累計2700部以上を売り上げるヒット商品となった[4]。

- 同じくラジオ関西Podcastで配信されている『はちくちダブルヒガシ』は兄弟番組的位置づけとなる[5]。
- ポッドキャストで配信されているのは音声のみだが、YouTubeチャンネルでは、スタジオの映像を含んだ動画版が配信されている。

## 出演者

### パーソナリティ
- マユリカ（阪本・中谷）

### ゲスト
- 紅しょうが（#8、#9、#87）
- ショウタ（#11）[注 1]
- 滝音（#12、#14）[注 2]
- ロングコートダディ（#22、#23）[注 3]
- 野中美希（モーニング娘。）（#37、#100)
- ハナエモンスター（豆柴の大群）（#42）
- 稲田美紀（紅しょうが) （#52）
- 熊元プロレス（紅しょうが）（#65）
- ツートライブ (#73、#74)
- 渋谷凪咲 (NMB48) (#111)
- ビスケットブラザーズ (#143、#144)
- 橋本京明 (#165)

## イベント
- マユリカの初イベりん！！～神戸から鼻にぶつかりワオッ！くさっ！！（2023年3月3日、神戸新聞松方ホール）[6]
- ミルキングくんくんくん2024～祐太のお人形彼女と一緒に流行語の発表するからねぇ～～（2024年1月27日、銀座ブロッサム）[7]
- マユリカのうなげろりん！！presents「部屋と捨て猫とさゆり～赤いランプが光ったら警備員出動の合図やからねぇ」（2025年2月16日、有楽町よみうりホール）

## 著名なリスナー
- 詩羽（水曜日のカンパネラ）[8]
- 堀葵衣（静岡放送アナウンサー）[9]
- 渋谷凪咲[10]
- ハナエモンスター[11]
- 畑芽育[12]